# John Scofield
John Scofield (ur. 26 grudnia 1951 w Dayton, Ohio) – amerykański gitarzysta jazzowy. Jest uważany za jednego z najwybitniejszych i najbardziej wpływowych gitarzystów w całej historii jazzu i fusion. Grał i współpracował z takimi muzykami, jak: Miles Davis, Billy Cobham, Joe Lovano, Jack DeJohnette, Pat Metheny, Gerry Mulligan, Medeski, Martin & Wood. 

## Dyskografia

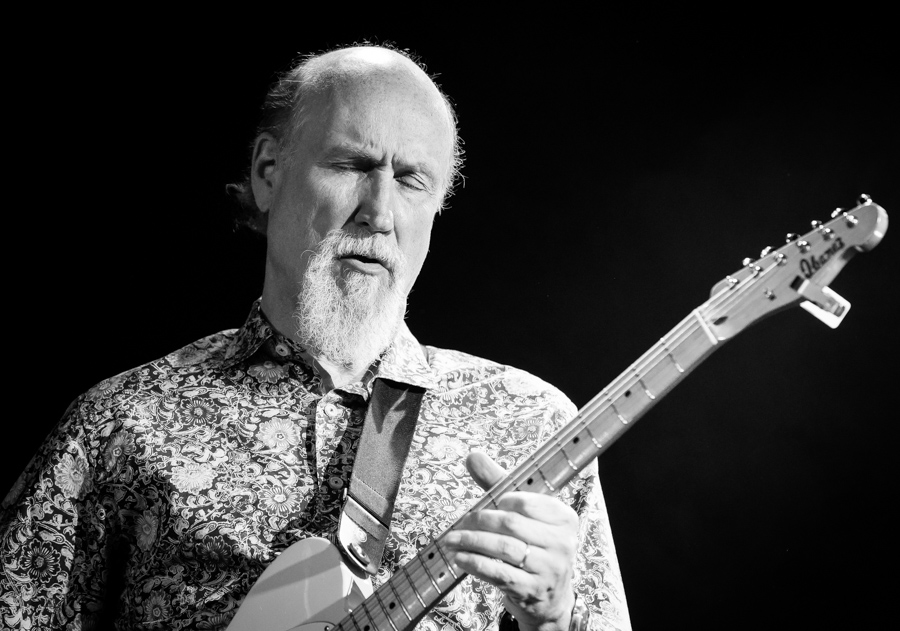
Scofield, Kongsberg Jazzfestival 2017

(także albumy, na których wystąpił gościnnie)
- 1972 You Can't Go Home Again
- 1974 The Best of Billy Cobham
- 1974 Carnegie Hall Concert
- 1977 John Scofield Live
- 1978 Rough House
- 1979 Who’s Who
- 1979 Nory Forest
- 1979 Passion (płyta Zbigniewa Seiferta)
- 1980 Bar Talk
- 1981 Out Like a Light
- 1981 Solar
- 1982 More Sightings
- 1983 Star People (płyta Milesa Davisa)
- 1983 Decoy (płyta Milesa Davisa)
- 1984 Electric Outlet
- 1984 You’re Under Arrest (płyta Milesa Davisa)
- 1985 Bass Desires (płyta Marca Johnsona)
- 1986 Movies
- 1986 Still Warm
- 1987 Siesta: Soundtrack
- 1987 Ask
- 1987 Blue Matter
- 1987 Pick Hits Live
- 1988 Shinola
- 1988 Blues Bred in the Bone
- 1988 Stories
- 1989 Loud Jazz
- 1989 Flat Out
- 1989 Pick Hits Live
- 1989 East Coast Blow Out
- 1989 By Any Means Necessary
- 1990 Time on My Hands
- 1990 Slo Sco: The Best of Ballads
- 1990 Great European Jazz Orchestras
- 1991 The John Scofield Quartet Plays Live
- 1991 Swallow
- 1991 Meant to Be
- 1991 Hand Jive
- 1992 Grace Under Pressure
- 1992 Gary Burton & Friends-Six Pack
- 1992 Times Like These
- 1993 What We Do
- 1993 The Earth Wants You
- 1993 Two for the Show
- 1994 Present Tense
- 1994 I Can See Your House From Here
- 1995 Groove Elation!
- 1995 Chartbusters!
- 1995 Dragonfly
- 1996 Herbie Hancock the New Standards
- 1996 Quiet
- 1996 The Best of: The Blue Note Years
- 1998 A Go Go
- 2000 Steady Groovin'
- 2000 Bump
- 2000 Possibilities
- 2001 Works for Me
- 2002 Überjam
- 2003 Up All Night
- 2003 OH!
- 2004 EnRoute
- 2004 Scorched
- 2005 That's What I Say
- 2005 Saudaudes
- 2005 One Foot in the Swamp
- 2006 Out Louder (jako Medeski Scofield Martin & Wood)
- 2007 This Meets That
- 2009 Piety Street
- 2010 54
- 2011 A Moment's Peace
- 2011 MSMW Live: In Case the World Changes Its Mind (jako Medeski Scofield Martin & Wood)